# Ядвіга Сапега
Ядвіга Сапега (Сапіга або Сапежина, уроджена Замойська гербу Єліта, 9 липня 1806 — 29 березня 1890, Красичин) княгиня — визначна меценатка свого часу.

## Життєпис
Народившись у шляхетній родині, Ядвіга була донькою Станіслава Костки Замойського, голови Тимчасового уряду в Галичині у 1809 році, та Софії Чарторийської. 9 грудня 1825 року в Пулавах вона одружилася з Леоном Сапігою, з яким згодом мала дев'ятеро дітей. На жаль, майже всі її діти померли в юному віці, за винятком сина Адама Станіслава.
Весна 1830 року ознаменувалася її виїздом до Парижа, де Леон Сапега долучився до Листопадового повстання. Після поразки повстання Ядвіга возз'єдналася з чоловіком у Вроцлаві, розділяючи з ним непрості роки життя у Кракові. З 1840 року, піклуючись про хворих дітей, вона часто відвідувала курорти та Рив'єру, виявляючи особливу прихильність до водолікування.
У Львові Ядвіга Сапега очолювала впливове Благодійне товариство святого Вінсента де Поля, активно займаючись заснуванням дитячих будинків. Її невтомна діяльність мала значний вплив на подолання бідності та покращення умов життя мешканців околиць Красичина. У 1863 році в Красічині вона заснувала шпиталь для поранених учасників повстання, а також опікувалася лікарнями у Львові та Чесанові.
Незважаючи на те, що Ядвіга не схвалювала ризикованих політичних кроків свого сина Адама, вона відчувала глибоку материнську солідарність з ним і в лютому 1864 року сприяла його втечі з ув'язнення. Після Січневого повстання 1864 року вона запросила до Красичина сестер Служебниць, які розгорнули активну роботу серед малоосвіченого та бідного населення. Разом зі Служебницями Ядвіга утримувала дитячий будинок при місцевій школі.
Після смерті чоловіка Ядвіга Сапега поступово відійшла від активної громадської діяльності, передавши опіку над заснованими нею благодійними установами своїй невістці, також Ядвізі. У 1886 році місто Львів вшанувало її заслуги, викарбувавши пам'ятну медаль на її честь.
Ядвіга Сапега померла в Красичині та була похована 2 квітня 1890 року в родинному гробівці, залишивши по собі пам'ять як про великодушну меценатку та жінку з великим серцем.